# Тырабэйсё
Тырабэйсё (устар. Тырыбей-Сё) — река в России, течёт по территории Заполярного района Ненецкого автономного округа. Вытекает из озера Тырабэйто на высоте 42 м над уровнем моря. Устье реки находится в 26 км по правому берегу Хвостовой на высоте 19 м над уровнем моря. Длина реки составляет 16 км.

## Данные водного реестра
По данным государственного водного реестра России относится к Двинско-Печорскому бассейновому округу, водохозяйственный участок реки — Печора от водомерного поста Усть-Цильма и до устья, речной подбассейн реки — бассейны притоков Печоры ниже впадения Усы. Речной бассейн реки — Печора.
Код объекта в государственном водном реестре — 03050300212103000083339.